# Muriel Wheldale Onslow
Muriel Wheldale Onslow (Birmingham, 31 marzo 1880 – Cambridge, 19 maggio 1932) è stata una chimica, biochimica e genetista britannica, nota per i suoi lavori sull'ereditarietà dei fattori genetici e per essere stata una delle prime donne a essere nominata lettore presso l'Università di Cambridge.

## Biografia
Muriel Wheldale nasce a Birmingham il 31 marzo 1880 da Fannie Hayward e John Wheldale, solicitor. Figlia unica, frequenta prima il liceo "King Edward VI" e poi nel 1900 entra al Newnham College di Cambridge che, insieme a Girton College, era l'uno dei due collegi in cui potevano iscriversi le donne. Nonostante i suoi eccellenti risultati, ottenne "First Class result" sia in scienze naturali che in botanica, non ottenne la laurea in quanto donna. Infatti le prime lauree femminili a Cambridge furono conferite solo nel 1948.
Nel 1902, durante gli studi, iniziò a lavorare al "Balfour Biological Laboratory for Women", un laboratorio a cui avevano accesso solo le studentesse dei due unici collegi famminili di Cambridge, sotto la direzione di William Bateson. Iniziò a lavorare sull'Antirrhinum majus, meglio conosciuta con il nome di bocca di leone, e l'ereditarietà del colore. I suoi studi dimostrarono che i tratti ereditati, non sono una fusione di caratteri genitoriali, ma piuttosto sono entità separate, trasmesse alle nuove generazioni in proporzioni precise. Questi risultati furono pubblicati nel 1907 con il titolo "The Inheritance of Flower Color in Antirrhinum majus". Continuando le sue ricerche teorizzò che ci fosse una relazione fra l'eredità dei fattori genetici e la produzione degli antociani. Per proseguire al meglio i suoi studi nel 1914 decise di integrare il laboratorio di Frederick Gowland Hopkins, all'epoca capo del dipartimento di biochimica dell'Università di Cambridge. I suoi lavori furono poi pubblicati nel 1916 con il titolo di "The Anthocyanin Pigments of Plants", che divenne rapidamente un testo di riferimento sia in genetica che in biochimica.
Nel 1916 conosce Victor Alexander Herbert Huia Onslow, ultimogenito del IV conte di Onslow. Uniti dalla passione per la biochimica e la genetica, inizieranno a lavorare insieme. Muriel valorizzò i suoi lavori, fino a quel momento poco conosciuti perché condotti in un laboratorio casalingo, a causa della paralisi che lo aveva colpito durante un'immersione. I due si sposarono nel 1919. Nel 1920 pubblicò "Practical Plant Biochemistry" e cinque anni dopo una nuova versione di "The Anthocyanin Pigments of Plants". Nel 1926 è una delle prime donne a essere nominata lettore all'Università di Cambridge. Inizia così a dare lezioni di biochimica. Nel 1931 apparve "Principles of Plant Biochemistry".
Morì a Cambridge il 19 maggio 1932.

## Pubblicazioni
- 1907 - "The Inheritance of Flower Color in Antirrhinum majus"
- 1916 - "The Anthocyanin Pigments of Plants"
- 1920 - "Practical Plant Biochemistry"
- 1925 - "The Anthocyanin Pigments of Plants"
- 1931 - "Principles of Plant Biochemistry"

## Premi e riconoscimenti
- Il Newnham College ha istituito una borsa di studio a suo nome.[5]
- Nel 2010 la Royal Institution of Great Britain ha messo in scena uno spettacolo, intitolato "Blooming Snapdragons", incentrato su quattro biochimiche dell'inizio del XX secolo, Muriel Wheldale Onslow, Rose Scott Moncrieff, Rebecca Saunders, e Beatrice Bateson.[6]